# Арджента
Ардже́нта (итал. Argenta) — коммуна в Италии, расположена в области Эмилия-Романья, подчиняется административному центру Феррара. 
Население коммуны, на 01.01.2024 года, составляет 21 110 человек, плотность населения ─ 67,56 чел./км². Коммуна занимает площадь 312,44 км². 
Она является одним из крупнейших муниципалитетов Италии (35 место в Национальном рейтинге); включает в себя 13 фракций, расстояние между ними до 50 километров (например, расстояние между Санта-Мария-Кодифиуме и Анита).
По всей её длине проходит Адриатическое шоссе 16 и входит в число населённых пунктов, награжденных за военную доблесть в освободительной войне.
Покровителем города почитается святитель Николай Чудотворец, день его памяти ежегодно отмечается 6 декабря.

## Известные уроженцы
- Алеотти, Джованни Баттиста (1546—1636) — итальянский архитектор и инженер.